# Nanna Muus Steffensen
Nanna Muus Steffensen (født 1985 eller 1986 på Fyn) er en dansk journalist, fotograf og mellemøstkorrespondent på DR. Nanna Muus har tidligere været freelance-korrespondent og fotograf for adskillige danske og internationale medier herunder The New York Times, BBC, National Geographic og The Guardian.

## Priser og nomineringer
- Finalist til National Magazine Awards (en) i kategorien "Best News and Entertainment Story" (2023)[4]
- Modtager af Kristian Dahls Mindelegat for sin dækning af Afghanistan (2022)[5]